# Sebastian Haseney
Sebastian Haseney (Suhl, 27 agosto 1978) è un ex combinatista nordico tedesco.

## Biografia
Sebastian Haseney ha conquistato in carriera due medaglie d'argento in gare a squadre: la prima ai Mondiali del 2005 disputati in Val di Fiemme, in Italia (HS137/staffetta 4x5 km); la seconda due anni dopo a Sapporo, in Giappone (HS134/staffetta 4x5 km).
In Coppa del Mondo ha ottenuto il primo podio il 6 marzo 1999 a Lahti, in Finlandia, in un'individuale e la prima vittoria il 27 gennaio 2001 a Steamboat Springs, negli Stati Uniti, in una sprint.

## Palmarès

### Mondiali
- 2 medaglie:
  - 2 argenti (gara a squadre a Val di Fiemme 2005; gara a squadre a Sapporo 2007)

### Coppa del Mondo
- Miglior piazzamento in classifica generale: 6º nel 2004
- 19 podi:
  - 2 vittorie
  - 9 secondi posti
  - 8 terzi posti

#### Coppa del Mondo - vittorie
| Data            | Località          | Nazione     | Trampolino             | Spec.        |
| --------------- | ----------------- | ----------- | ---------------------- | ------------ |
| 27 gennaio 2001 | Steamboat Springs | Stati Uniti | Howelsen K88           | SP NH/7,5 km |
| 13 gennaio 2008 | Val di Fiemme     | Italia      | Giuseppe Dal Ben HS134 | SP LH/7,5 km |

Legenda:

SP = sprint

NH = trampolino normale

LH = trampolino lungo